# Джеффрі Паєтт
Дже́ффрі Пає́тт (англ. Geoffrey Pyatt, нар. 16 листопада 1963, Сан-Дієго, Каліфорнія, США) — кар'єрний дипломат США, 8-й Надзвичайний і повноважний посол США в Україні з 30 липня 2013 до 18 серпня 2016. Посол США у Греції з 24 жовтня 2016 до 10 травня 2022 року.

## Дитинство й освіта
Виріс у Ла-Хоя, багатому кварталі Сан-Дієго у штаті Каліфорнія. Отримав ступінь бакалавра політичних наук в Університеті Каліфорнії в Ірвайні. Навчався й отримав магістерський ступінь з міжнародних відносин у Єльському університеті.
Після призначення послом в Україні розпочав вивчати українську мову.

## Кар'єра
До вступу на дипломатичну службу працював у аналітичній організації «Міжамериканський діалог» у Вашингтоні, яка організує спілкування провідних діячів і мислителів американських континентів.

### Дипломатична кар'єра
- 1990—1992 — у посольстві США в Гондурасі як дипломат економічного відділу та віцеконсул.
- 1992—1994 — у посольстві США в Індії як дипломат політичного відділу
- 1994—1997 — у Вашингтоні:
  - 1994 — адміністративний помічник заступника Державного секретаря з питань Латинської Америки
  - 1995—1996 — спеціальний помічник першого заступника Державного секретаря
  - 1996—1996 — директора з питань Латинської Америки в апараті Ради національної безпеки
- 1997—1999 — керівник консульства США у Лахорі, Пакистан.
- 1999—2002 — генеральний консул США у Гонконзі (питання торгівлі та експортного контролю)
- 2002—2007 — працює в посольстві США в Делі, Індія
  - радник-посланник з політичних справ,
  - з червня 2006 — заступник керівника дипломатичної місії (керував щоденною оперативною діяльністю посольства).
- з серпня 2007 — заступник голови дипломатичної місії США при Міжнародному агентстві з атомної енергії та міжнародних організаціях у Відні.
- з травня 2010 — головний заступник помічника Державного секретаря — заступник керівника Бюро з питань Південної і Центральної Азії.
- 27 лютого 2013 президент Обама оголосив про свій намір запропонувати кандидатуру Джеффрі Паєтта як наступного посла США в Україні.[4]
- 15 серпня 2013 вручив вірчі грамоти Президенту України Віктору Януковичу.[5]
- В липні 2016 закінчив свою місію в Україні.[6] 19 травня 2016 Президент Барак Обама оголосив про свій намір запропонувати Дж. Паєтта наступним послом США в Греції, а 14 липня було отримано згоду (агреман) для цього призначення від грецької сторони. Вручив вірчі грамоти 24 жовтня 2016 року. Обіймав посаду до 10 травня 2022 року.

## Родина
Одружений із Мері Паєтт і має двох дітей, Вільяма і Клер.
Мати Джеффрі Паєтта — відома американська класична співачка мецо-сопрано Мері Маккензі

## Галерея

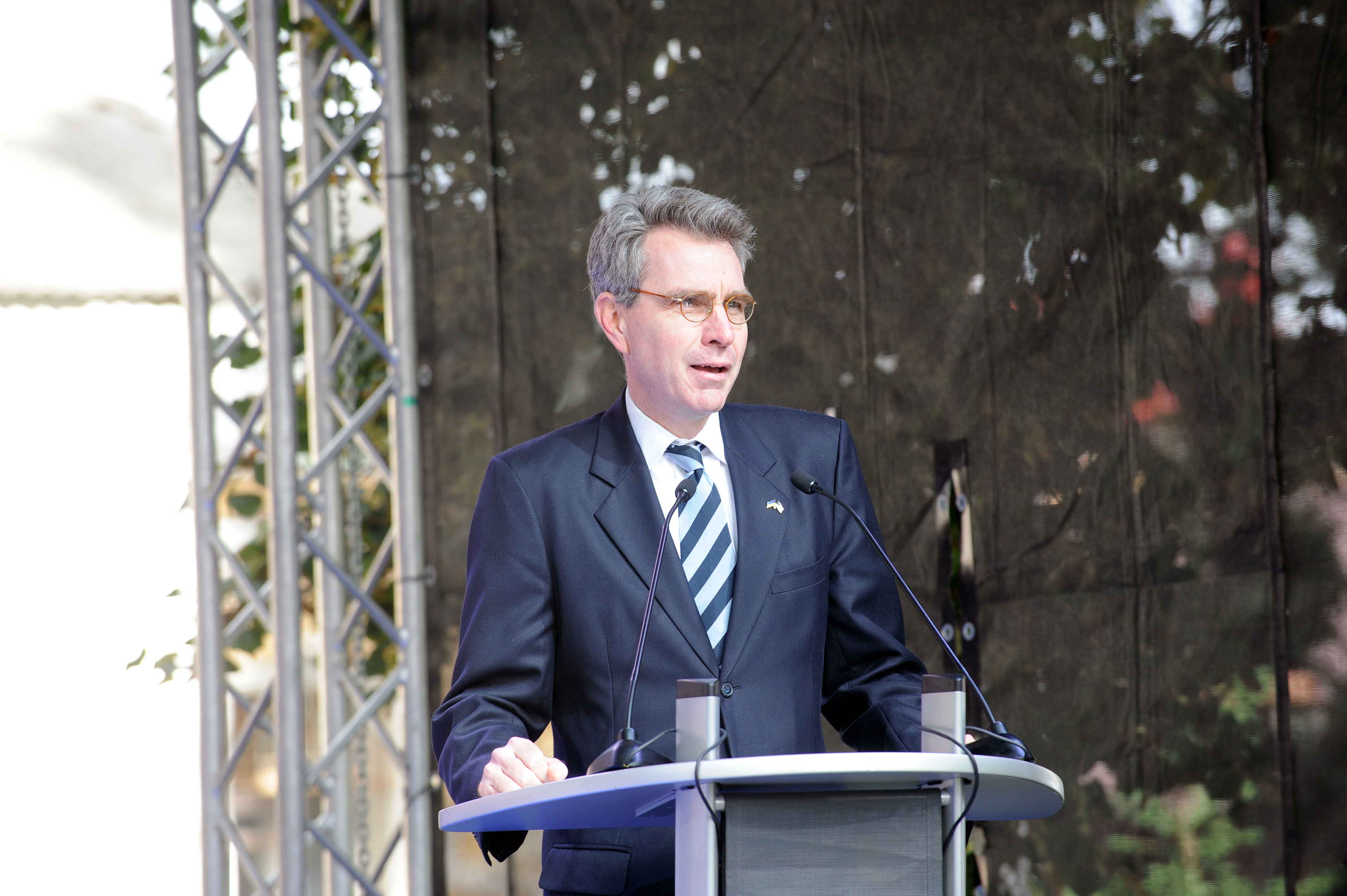
Джеффрі Паєтт на відкритті BIONIC University, 27 вересня 2013
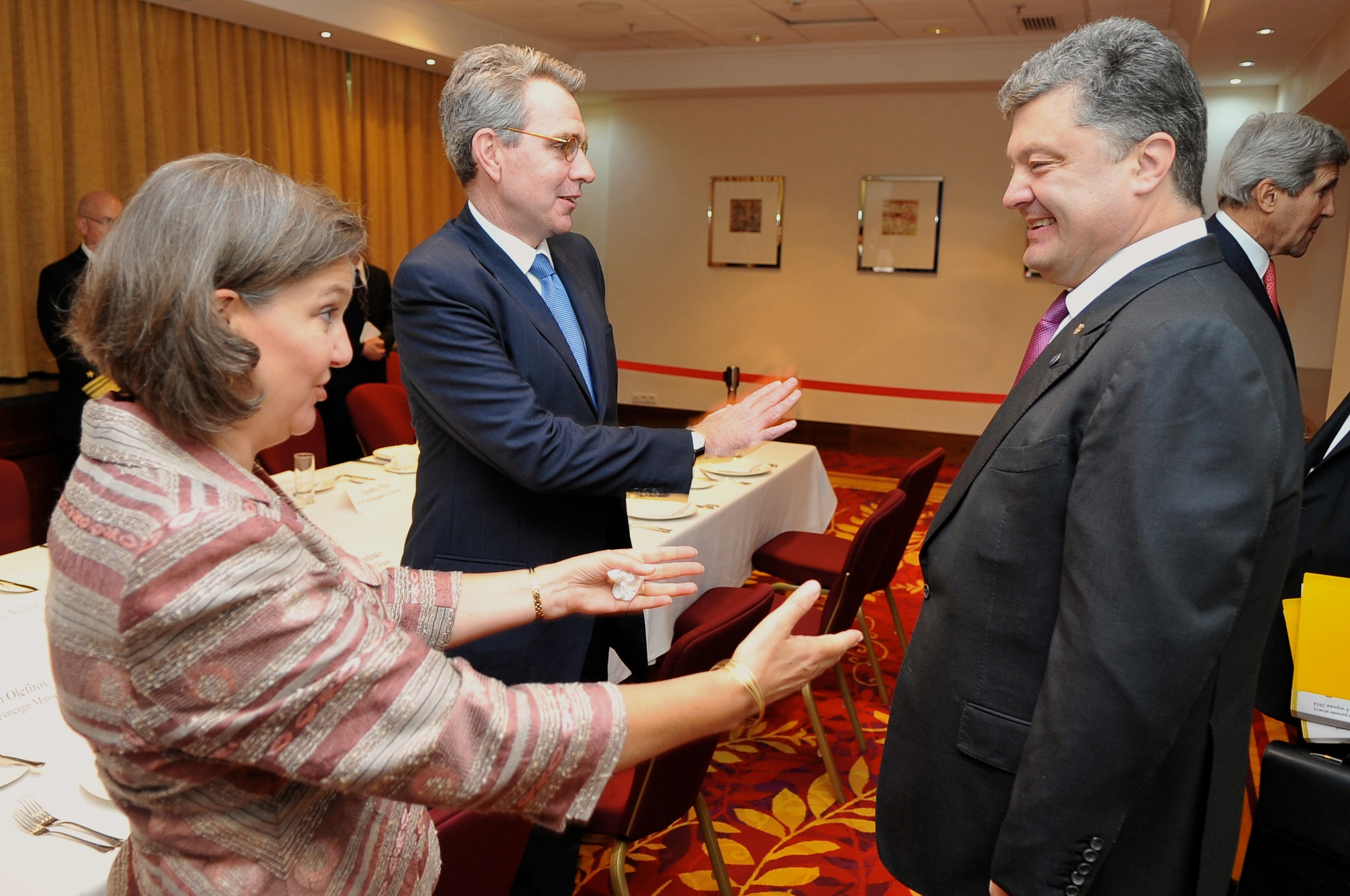
Вікторія Нуланд і Джеффрі Паєтт вітають новообраного Президента України Петра Порошенка перед його зустріччю з Джоном Керрі у Варшаві, 4 червня 2014
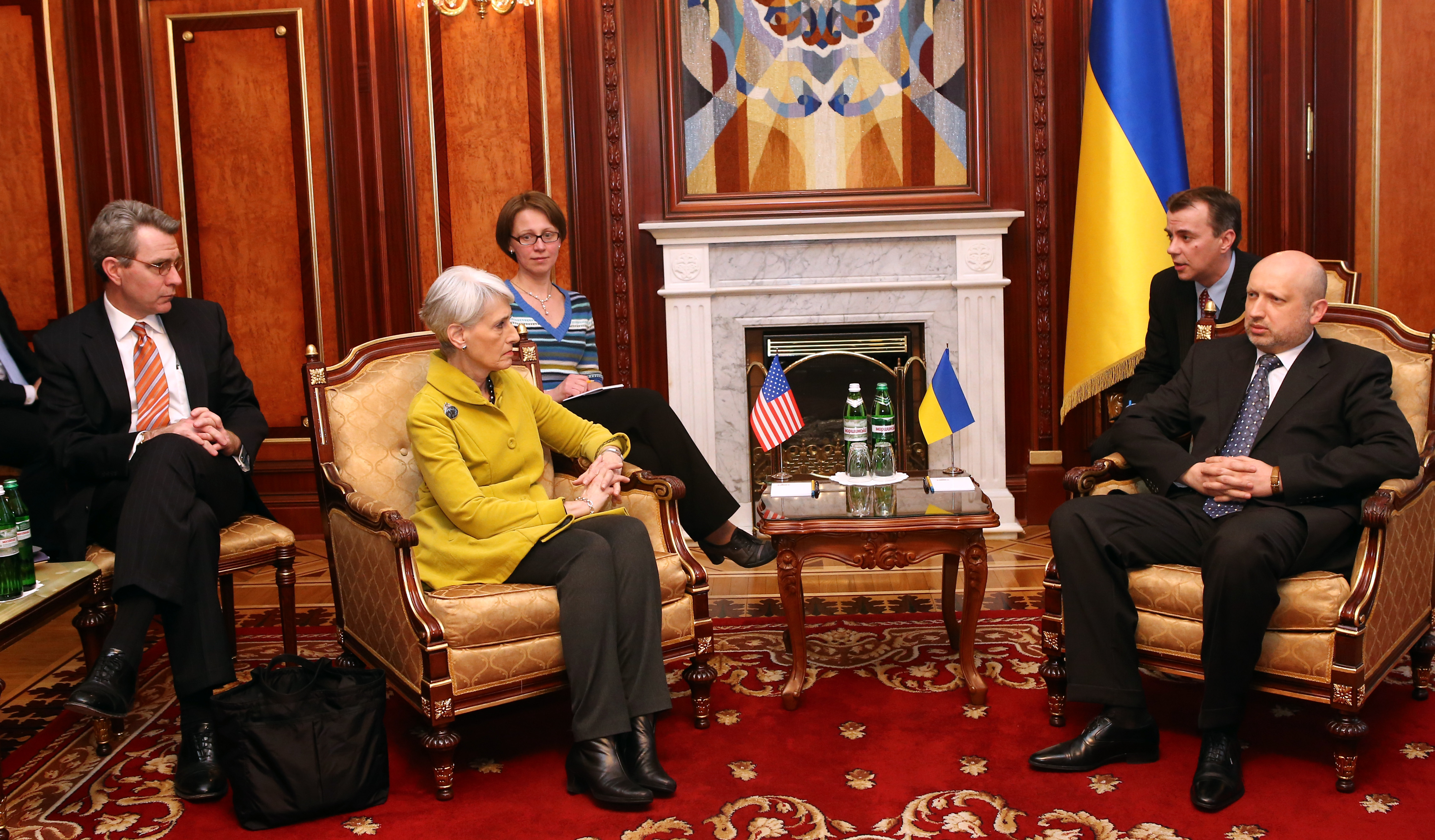
Зустріч посла Джефрі Паєтта з в. о. президента Олександром Турчиновим